# Rivelatore a cattura di elettroni

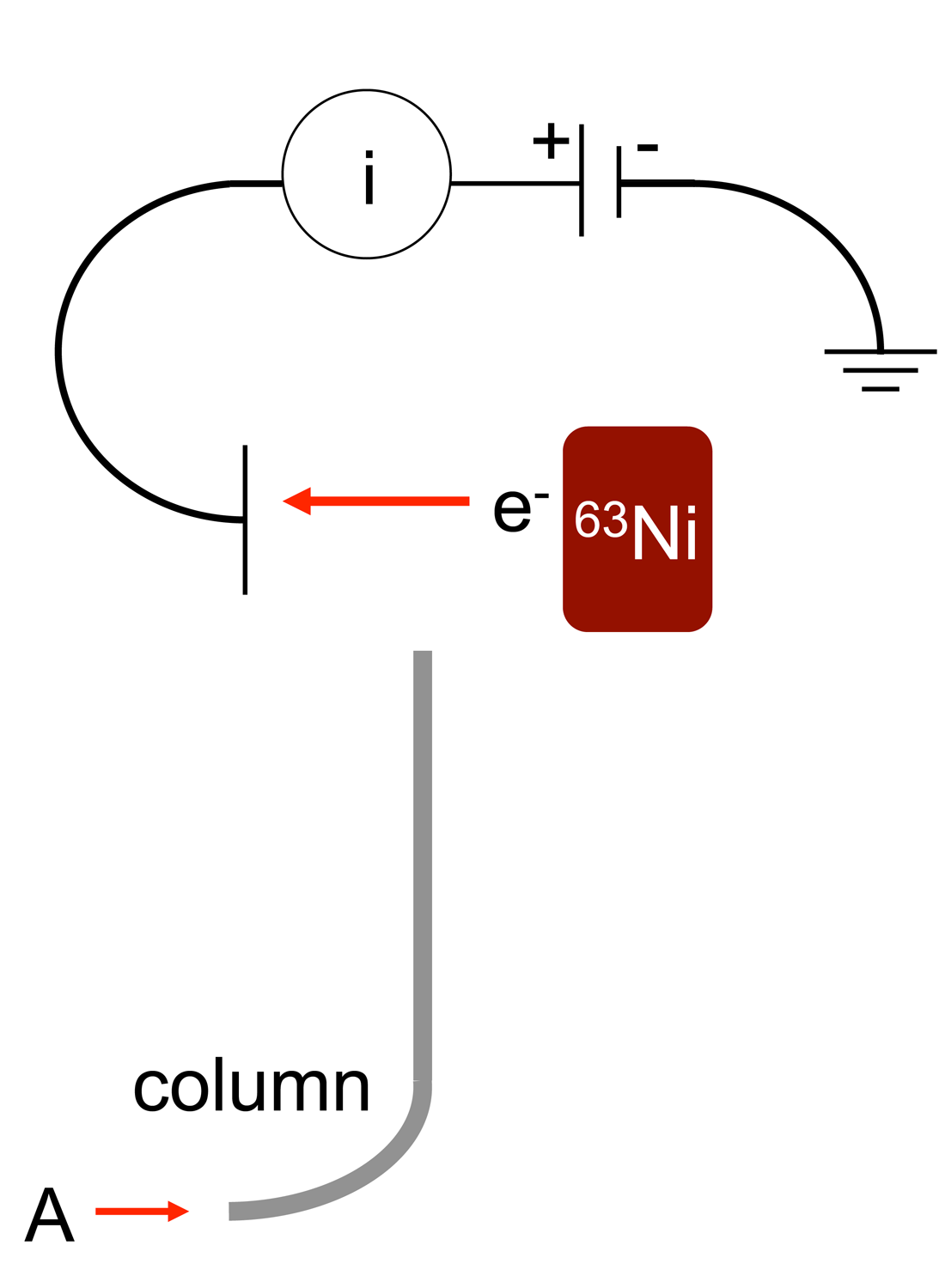
Schema di un rivelatore a cattura di elettroni per gascromatografia, con sorgente radioattiva di ^{63}Ni

In un rivelatore a cattura di elettroni, sigla ECD dall'inglese Electron Capture Detector, un radioisotopo, in genere 63Ni depositato su una lamina di oro, viene utilizzato come sorgente. Questi emette raggi β, ovvero elettroni veloci che ionizzano il gas di trasporto, producendo elettroni lenti e ioni positivi che ci danno un determinato valore di corrente. Nel caso in cui il gas di trasporto sia l'azoto la reazione di ionizzazione è N2 + particella β	→ N2+ + elettroni lenti.	
Di fatto la lamina radioattiva costituisce l'anodo di un circuito elettrico: quando vengono generati gli ioni questi vanno a chiudere il circuito producendo un segnale elettrico in termini di differenza di potenziale o in intensità di corrente. Composti contenenti atomi elettronegativi, fortemente assorbenti il flusso di elettroni lenti tra la sorgente ed un rivelatore di elettroni, possono essere rilevati via via che effluiscono dalla colonna gascromatografica. Infatti queste molecole catturano gli elettroni lenti che si generano dalla ionizzazione del gas di trasporto e quindi vanno a ridurre la corrente di fondo che normalmente si genera essendo queste ultime di minore mobilità. I picchi di conseguenza sono diretti verso il basso perché comportano una diminuzione della corrente e questa diminuzione sarà proporzionale alla quantità di ioni prodotti e quindi alla concentrazione della sostanza presente nel campione. In genere queste molecole sarebbero scarsamente visibili con altri rivelatori: ad esempio molti composti alogenati oltre a non bruciare sono addirittura estinguenti di fiamma, e porrebbero dei problemi ad un FID. Il difetto più consistente sta nel fatto che la capacità delle molecole di catturare elettroni lenti dipende dall'energia dei medesimi, e dunque dal potenziale applicato; la sensibilità e la selettività dipendono dunque da quest'ultimo parametro.